# 敏加拉当纽镇区
敏加拉当纽镇区，是缅甸仰光省波达通县下辖的一个镇区。

## 历史沿革
2022年4月30日，敏加拉当纽镇区划归波达通县管辖。